# 大報恩寺 (南京)
大報恩寺（だいほうおんじ）は、中国江蘇省南京市にある仏教寺院。南朝時代の長干寺が原型とされる。明の永楽年間から宣徳年間にかけて建造された琉璃塔で有名である。所在地は、南京市秦淮区中華門から雨花路へ出て秦淮河沿いに1000km先のところである。

## 概要
大報恩寺の創始は、明の太宗永楽帝が自らの実母の孝慈高皇后馬氏への記念として建立したことにはじまる。1412年から1431年にかけての造営で建物全体が完成した、大規模な寺院であった。宣徳3年（1428年）、鄭和は洪熙帝の子の宣徳帝によって大報恩寺の修復を命じられ、壮大な伽藍を建設した。大報恩寺は南京の奇観として長くランドマークとなっていた。
1856年 (咸豊6年) 、太平天国で発生した天京事変の際、北王韋昌輝によって破壊された。